# Acestium
Acestium o Acestia (Acarnes, Àtica) va ser una dona grega, descendent del militar Temístocles, esmentada a l'obra Descripció de Grècia, escrita per Pausànies al segle ii.
En el fragment de l'escrit on l'esmenta, el geògraf enumera i descriu les tombes que hi ha al camí d'Atenes a Eleusis, i entre elles hi la d'un descendent del general Temístocles. En aquest moment Pausànies diu explícitament «Dels seus descendents posteriors [de Temístocles] no n'esmentaré cap altre tret d'Acestium». Per tant, Acestium era descendent del conegut militar i general atenenc Temístocles (ca. 525-449 aC), que lluità contra Xerxes i els perses a les guerres mèdiques. Sembla que de família noble, Acestium era filla de Xènocles, un home originari de la vila d'Acarnes, pròxima a Atenes. La seva família tingué una certa importància en els festivals que se celebraven en honor a Demèter a la capital atenenca, car tant el seu pare, com el seu avi Sòfocles i el seu besavi Leonci, havien estat portadors de les torxes en honor de la deessa durant les festivitats. A més, en vida seva veié en aquesta posició al seu germà, també anomenat Sòfocles, el seu marit Temístocles i, després de la mort d'aquest, al seu fill Teofrast. Pausànies considera això una gran fortuna per a ella, i per aquesta raó ho esmenta a la seva obra.
A banda d'això, el seu nom és conegut també a través d'una llista de dames nobles preservada en una inscripció grega, on se l'esmenta com filla de Xenòcles, de la vila d'Acarnes.